# Euphonia elegantissima
L'eufonia monaca od eufonia dal cappuccio, nota anche come organista monaco od organista dal cappuccio (Euphonia elegantissima (Bonaparte, 1838)) è un uccello passeriforme della famiglia dei Fringillidi.

## Etimologia
Il nome scientifico della specie, elegantissima, è un chiaro riferimento alla vivace livrea dei maschi, alla quale (sebbene in senso diverso, riferendosi al cappuccio cefalico) fa riferimento anche il nome comune.

## Descrizione

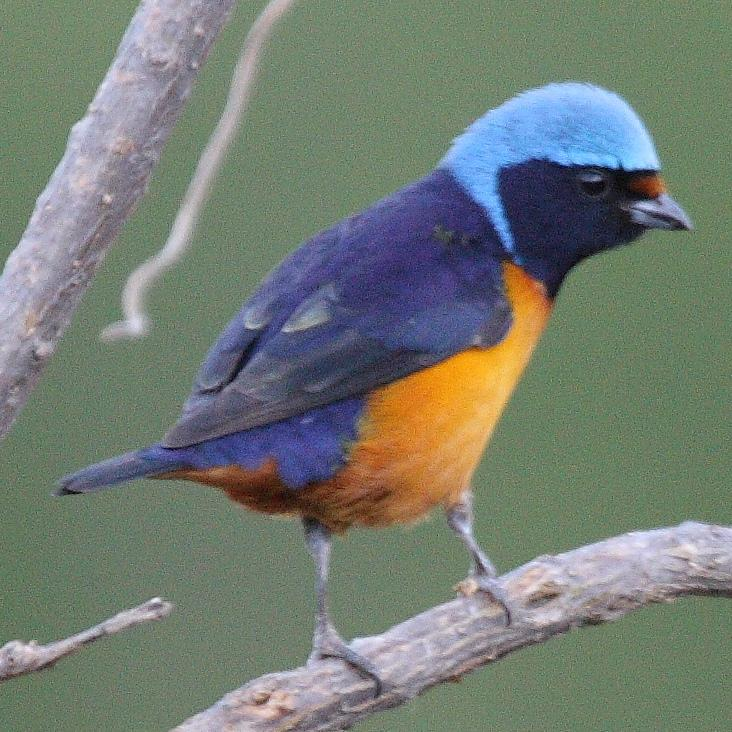
Maschio a Teotitlan.

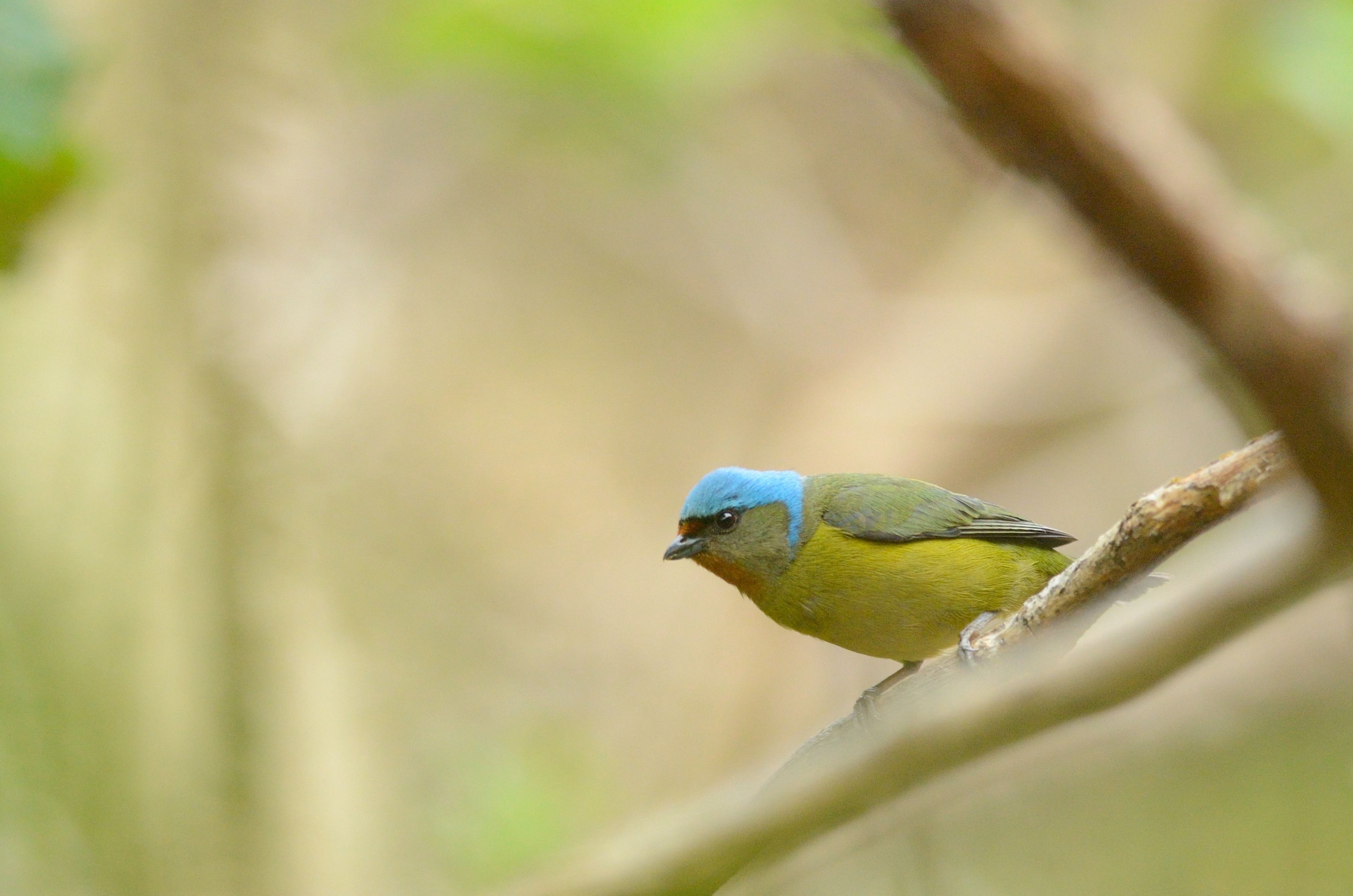
Femmina a Tepoztlán.

### Dimensioni
Misura 10 cm di lunghezza, per 13-27 g di peso.

### Aspetto
Si tratta di un uccelletto dall'aspetto robusto, munito di testa arrotondata, forte becco conico, ali appuntite e coda squadrata. Nel complesso, la livrea delle eufonie monache ricorda molto gli estrildidi del genere Erythrura, ed in particolare il diamante di Gould, sebbene non sussista alcun legame di stretta parentela con essi.
Il piumaggio è di colore vivace e presenta dimorfismo sessuale netto. Nei maschi la faccia, le guance e la gola sono di colore nero, mentre fronte, vertice, nuca e lati del collo sono di color turchese, a formare un cappuccio (da cui il nome comune di questi uccelli): dorso, codione, ali e coda sono di colore blu molto scuro, con remiganti primarie e rettrici caudali tendenti al nerastro, mentre petto e ventre sono di colore giallo-arancio, decise sfumature del quale sono presenti anche sulla fronte nera.

Le femmine mancano di gran parte del nero corporeo (presente solo su remiganti e coda) ma non del cappuccio cefalico azzurro, che è infatti presente, così come l'arancio frontale: il resto del piumaggio si presenta invece dominato dai toni del verde, più chiaro e brillante, tendente all'erba, ventralmente, mentre dorsalmente la tonalità tende all'olivaceo. In ambedue i sessi il becco e le zampe sono di colore nerastro, mentre gli occhi sono di colore bruno scuro.

## Biologia

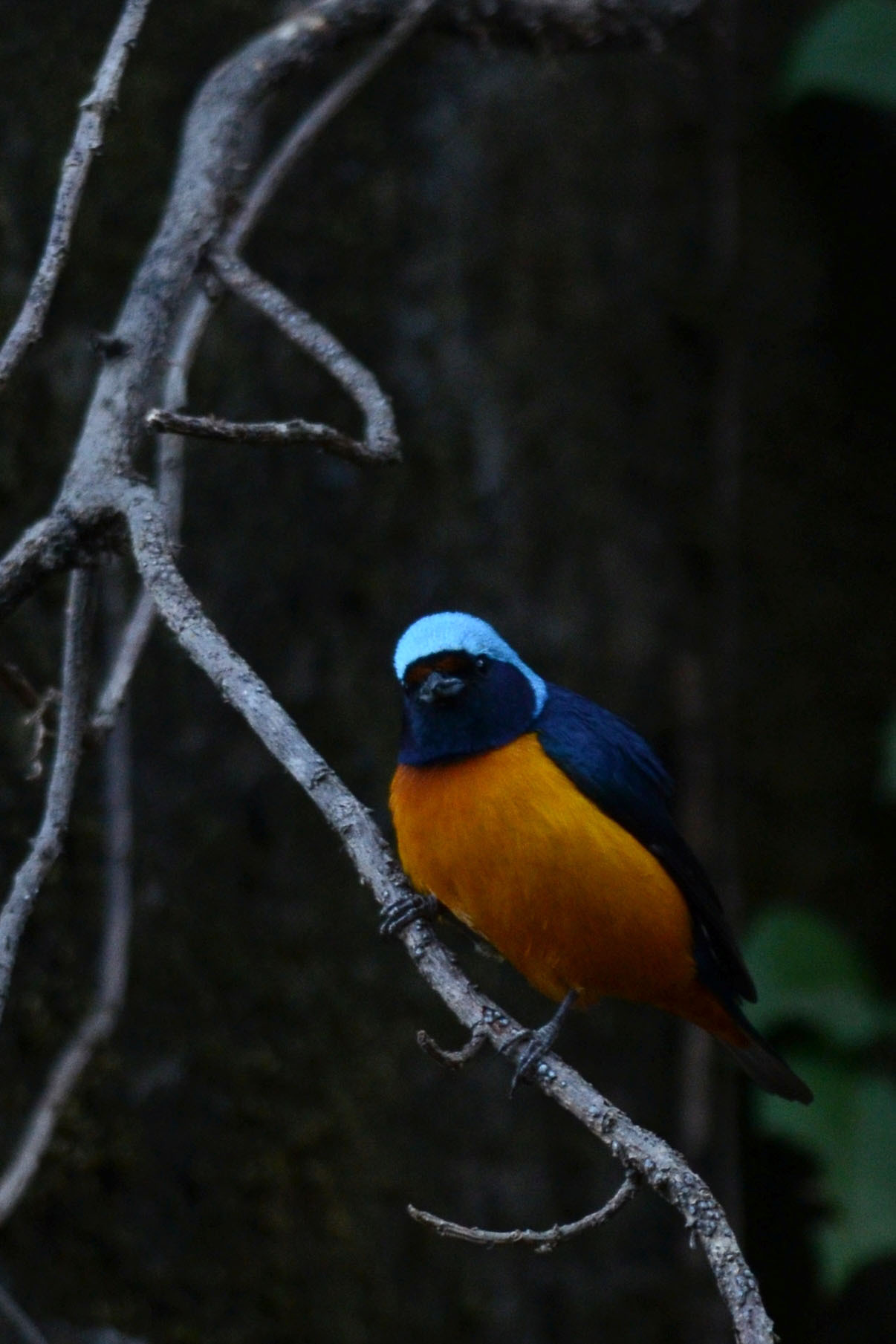
Maschio in Messico.

Si tratta di uccelletti dalle abitudini essenzialmente diurne, che tendono a muoversi in coppie o in piccoli gruppetti familiari, passando la maggior parte della giornata alla ricerca di cibo, salvo poi cercare riparo fra la vegetazione arborea durante la notte.

### Alimentazione

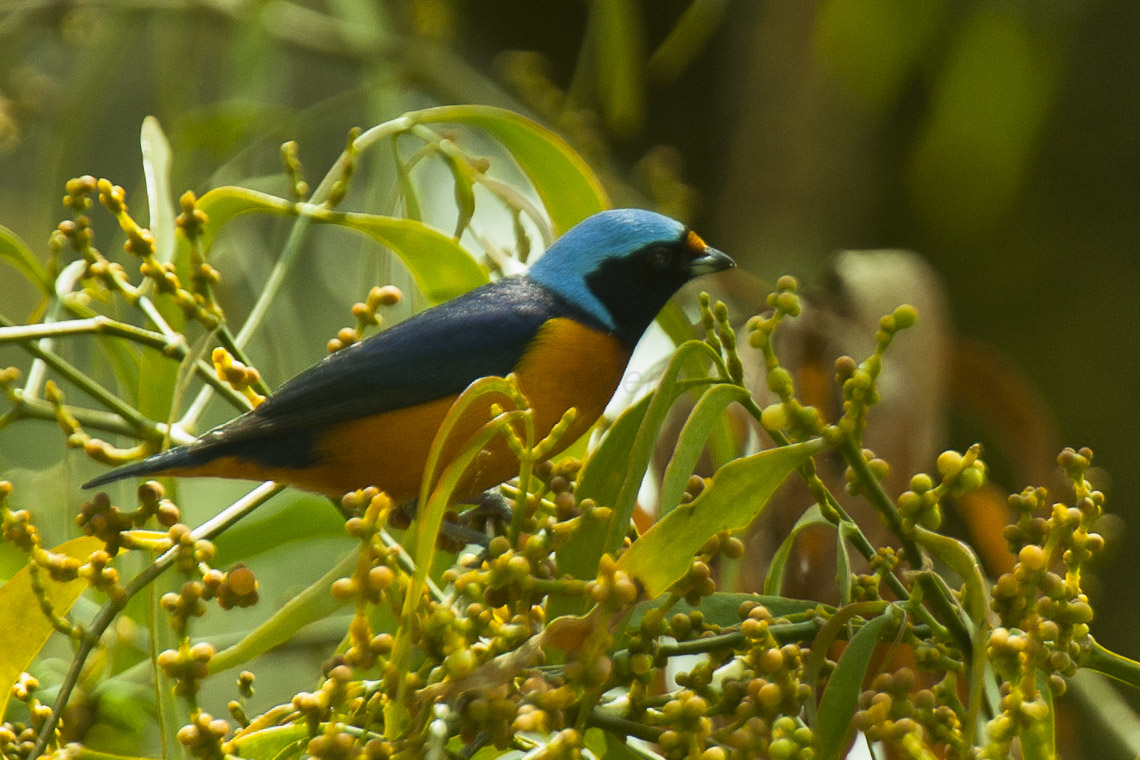
Maschio si alimenta a Panama.

L'eufonia monaca è un uccello frugivoro, che si nutre in massima parte di bacche di Loranthaceae, non disdegnando però anche bacche e frutti provenienti da altre specie di piante cespugliose e arboree: questi uccelli tendono a mostrare la caratteristica abitudine di sbucciare il cibo prima di consumarlo, aiutandosi con becco e zampe. Di tanto in tanto vengono consumati anche insetti ed altri piccoli invertebrati.

### Riproduzione
Si tratta di uccelli monogami, in cui i due sessi collaborano durante l'evento riproduttivo.
Il nido ha forma globosa e viene costruito da ambo i partner: esso consta di una parte esterna costituita da rametti, licheni e fibre vegetali intrecciati e di una camera di cova interna foderata di materiale morbido, come muschio e piumino. Al suo interno, la femmina depone 2-5 uova biancastre con rada picchiettatura bruno-rossiccia, che essa provvede a covare da sola per circa due settimane (col maschio che rimane di guardia nei pressi del nido e si occupa di reperire il cibo per sé e per la compagna).

I pulli, ciechi ed implumi alla schiusa, vengono accuditi ed imbeccati da ambedue i genitori: in tal modo, essi sono pronti per l'involo attorno alle tre settimane di vita, pur tendendo a non allontanarsi in maniera definitiva dai genitori (seguendoli durante i loro spostamenti e continuando, sebbene sempre più sporadicamente, a chieder loro l'imbeccata) ancora per una decina di giorni.

## Distribuzione e habitat

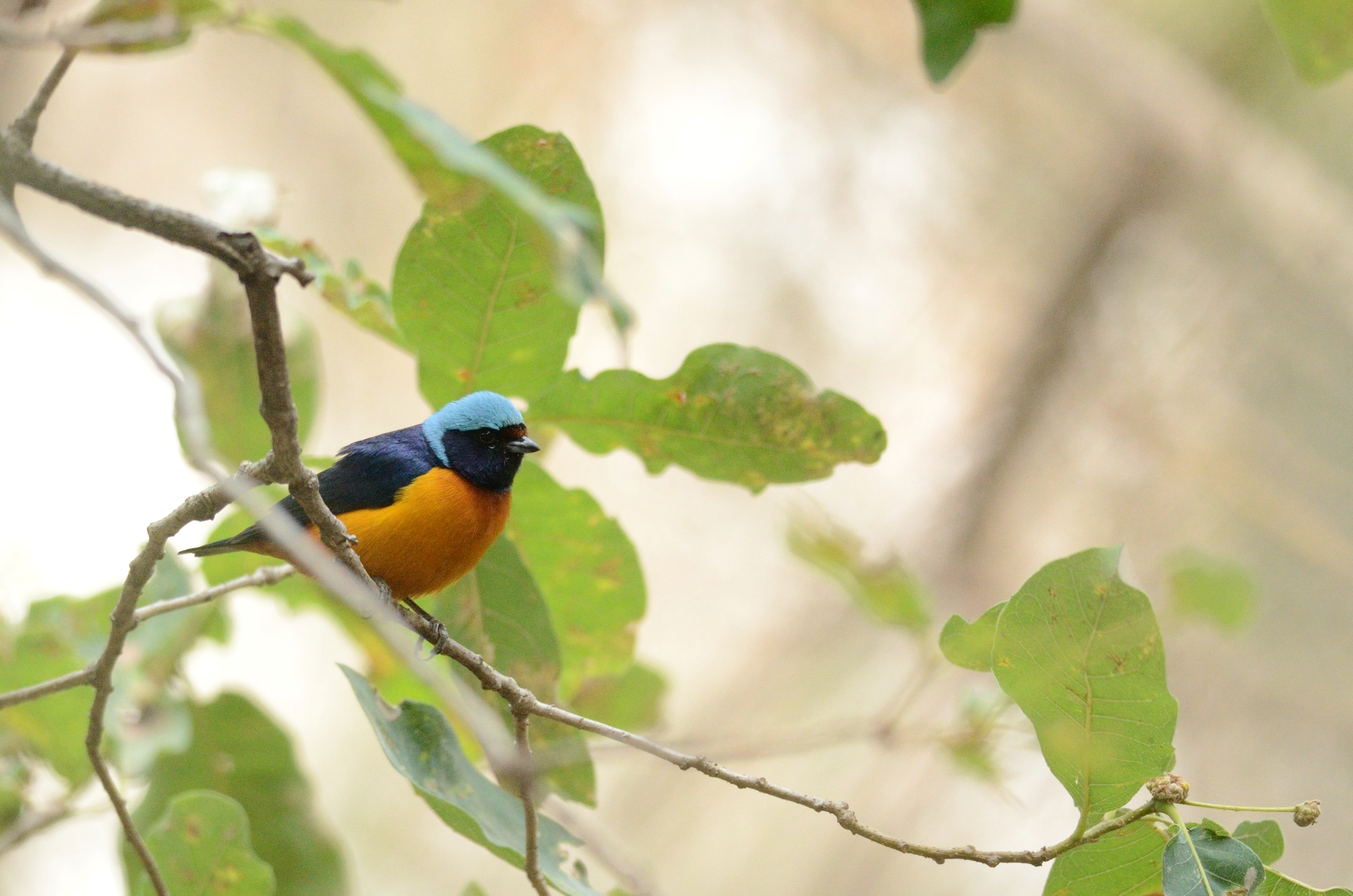
Maschio a Tepoztlán.

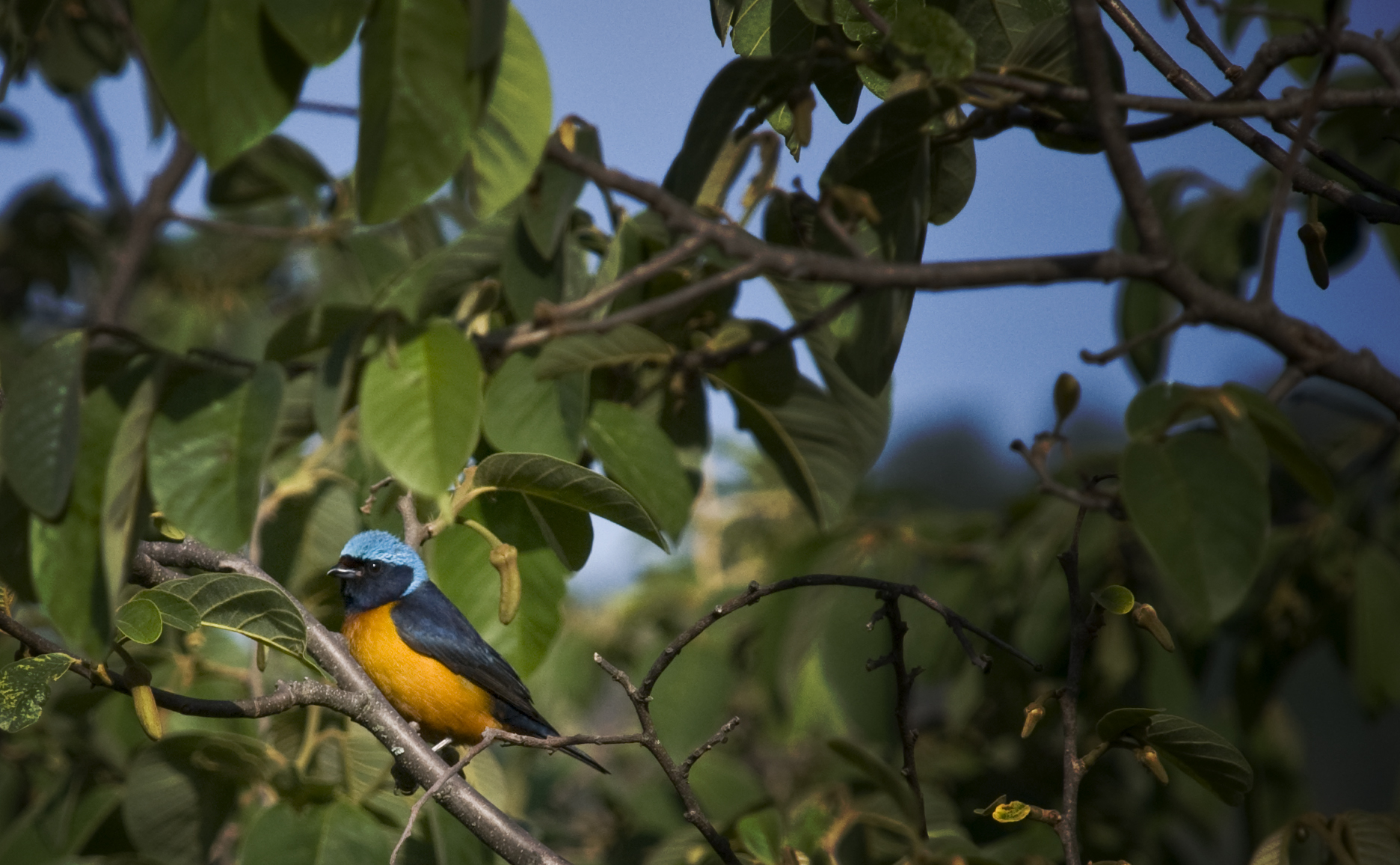
Maschio a Città del Messico.

Questi uccelli sono diffusi lungo la Sierra Madre Orientale e Occidentale lungo la fascia costiera del Messico centro-settentrionale (gli estremi settentrionali del suo areale sono gli stati messicani del Sonora sud orientale, di Guanajuato e del Nuevo León meridionale) attraverso l'America centrale a sud fino a Panama centrale (provincia di Veraguas). Sebbene si tratti di uccelli generalmente stanziali, soprattutto le popolazioni più settentrionali possono migrare a sud durante i periodi freddi.
L'habitat dell'eufonia monaca è rappresentato dalle foreste montane umide, ma anche temperato-calde (ad esempio, nelle porzioni più settentrionali dell'areale occupato la si può osservare anche nelle associazioni Pinus-Quercus).

## Tassonomia
Se ne riconoscono tre sottospecie:

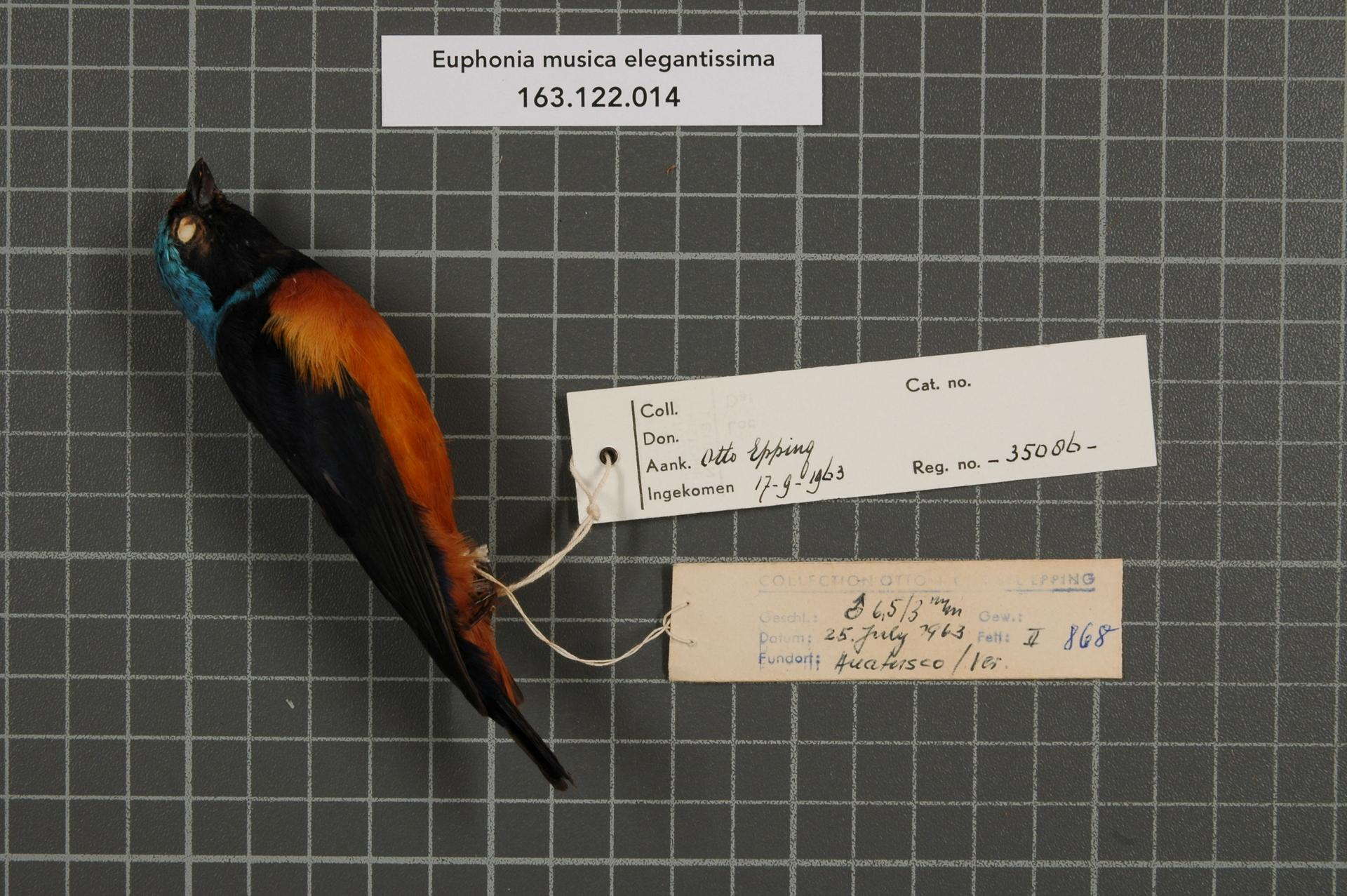
Maschio impagliato della sottospecie nominale.

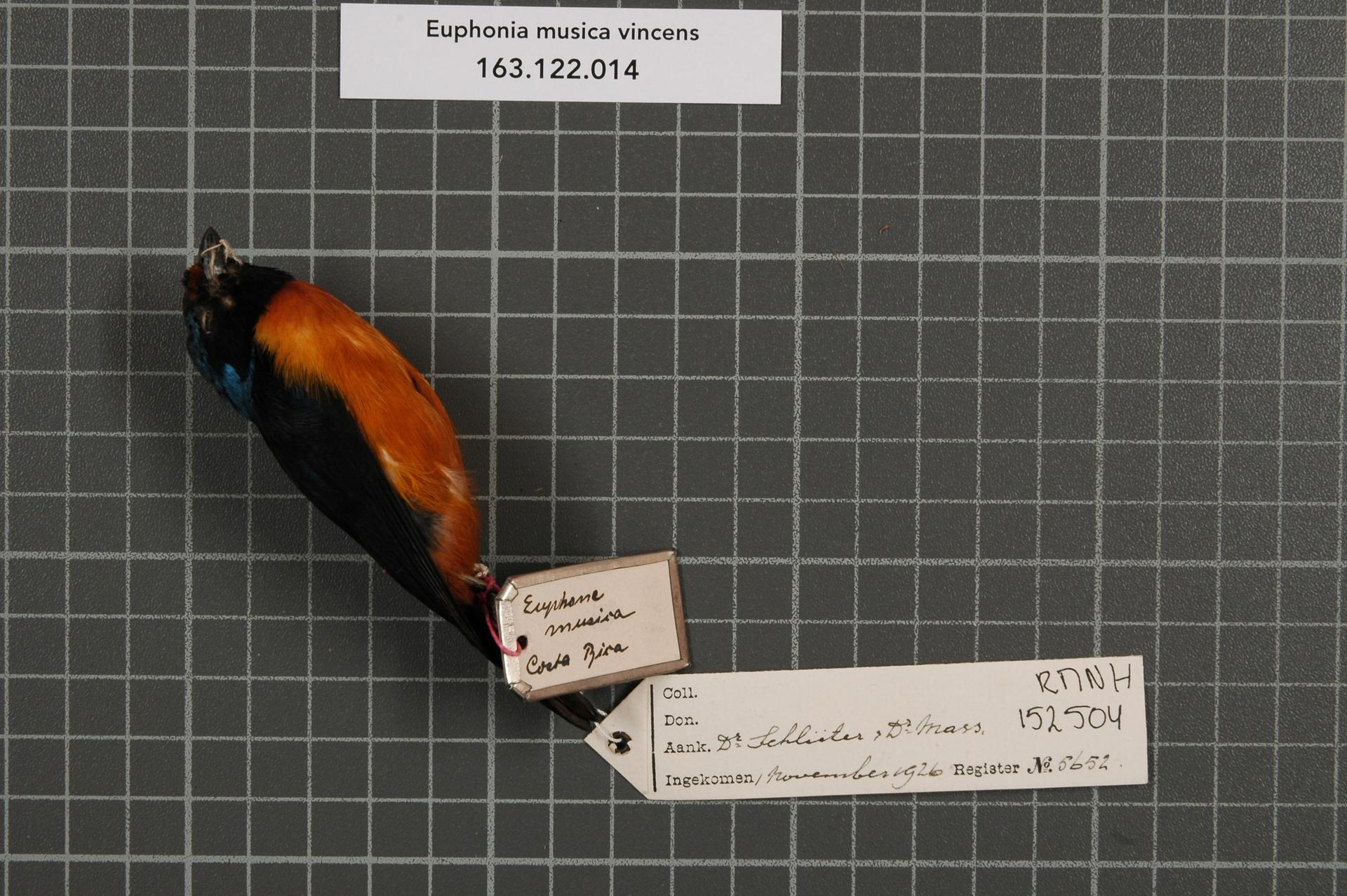
Maschio impagliato della sottospecie vincens.

- Euphonia elegantissima elegantissima (Bonaparte, 1838) - la sottospecie nominale, diffusa in Messico centrale e orientale, Belize, Guatemala centrale e meridionale, Honduras, El Salvador e Nicaragua centro-settentrionale;
- Euphonia elegantissima rileyi (van Rossem, 1942) - diffusa nella porzione nord-occidentale dell'areale occupato dalla specie (area di confine fra Sonora e Sinaloa);
- Euphonia elegantissima vincens Hartert, 1913 - diffusa in Costa Rica e a Panama.

La sottospecie vincens appare molto poco differenziata dalla nominale, al punto che alcuni autori proporrebbero un accorpamento delle due.
La sistematica della specie è ancora piuttosto oscura: sebbene essa sembri formare una superspecie con le altre due eufonie munite di porzioni azzurre del piumaggio (vale a dire l'eufonia groppadorata e l'eufonia delle Antille), con le quali (pur presentando areale disgiunto) non mostra differenze significative per quanto riguarda il comportamento ed il canto, a loro volta queste tre specie si mostrano filogeneticamente affini alle clorofonie, rendendo pertanto il genere Euphonia parafiletico. Per risolvere tale situazione, alcuni autori suggerirebbero l'ascrizione delle tre specie sopraccitate a un proprio genere Cyanophonia, tuttavia sono necessarie ulteriori ricerche.